# 眞田彩
眞田 彩（さなだ あや、1983年9月12日 - ）は、日本のヴァイオリニスト。出生場所は、聖路加国際病院。

## 学歴
2002年、東京藝術大学音楽学部附属音楽高等学校卒。
Arimathea Charitable Trust より、4年間の奨学金を得て、2007年、英国王立音楽院ヴァイオリン科卒。
The masterclass media foundationより、マキシム・ヴェンゲーロフとのマスタークラスDVD発売
NHK–FM「名曲リサイタル」、BSフジ国際森林年推進事業番組挿入曲担当始め、記念式典オープニングへ多数出演。
2019年、モルドバ共和国独立28周年記念事業へ招待出演。
近年は、武満徹、貴志康一、大澤壽人による現代作品にも取り組んでいる。

## 受賞
- 2001年 - スカイパーフェクトTV ブラビシモ・クラシカ2001 参加者700名より最優秀アーティスト賞（1名）[1]
- 2003年 - Wigmore Hall にて開催された、1813年設立 Royal Philharmonic Society Emily Anderson Prize（1名）審査員全員一致
- 2004年 - Tunbridge Wells International Concert Artists Competition 第3位
- 2005-06年 - The Mortimer Development Awards 
  - David Martin/Florence Hooton Concerto Prize
- 2007年 - The Vice Principal Special Award